# カール2世 (バーデン＝ドゥルラハ辺境伯)
カール2世（Karl II., 1529年7月24日 - 1577年3月23日）は、バーデン＝ドゥルラハ辺境伯（在位：1553年 - 1577年）。1556年6月1日、カールは新しい教会令を発布し、ルター派をバーデン＝ドゥルラハの国教とした。

## 生涯
カール2世はバーデン＝ドゥルラハ辺境伯エルンストとその2番目の妃ウルズラ・フォン・ローゼンフェルトの息子である。エルンストとウルズラの結婚は貴賤結婚であったため、カール2世に相続権があるかどうかについて問題となった。それにもかかわらず、カール2世は1552年9月に父エルンストの名でオーバー・バーデンの統治を開始した。12歳年上の異母兄ベルンハルトは1553年1月20日に亡くなり、父親はその2週間後の2月6日に亡くなった。その後、カールは全領地を相続したが、当時はバーデン＝プフォルツハイムと呼ばれていた。彼は首都をドゥルラハに移し、それによって領地の名前をバーデン＝ドゥルラハに変更した。

### 宗教改革の導入（1556年）
パッサウ条約（1552年）の後、ドイツ南西部の多くの諸侯が宗教改革を導入した。 バーデン＝ドゥルラハ辺境伯エルンストもこれに倣う計画があったが、依然としてオーバー・バーデンの一部を領有権を主張していたローマ・カトリックのオーストリア大公フェルディナントとの対立の可能性に直面していた。
カール2世は、従兄弟であるバーデン＝バーデン辺境伯フィリベルトと同様に、1555年に帝国議会において世俗の諸侯にその領土内にルター派主義を導入する自由を与えるアウクスブルクの和議を支持した。これを受けて、ヴュルテンベルク公クリストフの勧めにより、カール2世は1556年6月1日に新しい教会令を採択し、バーデン＝ドゥルラハ辺境伯領に宗教改革を導入した。
宗教改革の準備と教会令の起草は、バーデン（＝プフォルツハイム）辺境伯領の宰相マルティン・アハツィニットが委員長を務める委員会に委託された。委員会のメンバーはテュービンゲンの神学者ヤコブ・アンドレアエ、ハイデルベルクの宮廷説教者ミヒャエル・ディラー、ザクセンの神学者マックス・モルリンとヨハン・シュテッセルであった。神学者に加えて、議員のヨハン・ゲオルクとレンツ・セシェレも委員会に所属していた。アハツィニットは教会評議会の初代理事でもあった。カール2世自身も福音教会の司教であったため、シュトラスブルク、シュパイヤー、コンスタンスの司教の後継者となり、領土のさまざまな地域を担当した。「プロテスタントの内的葛藤」も委員会の活動に影響を与えた。結局、委員会は政治的理由から、1553年にヨハネス・ブレンツが起草したヴュルテンベルク教会令に大幅に倣い、最終編集をヤーコプ・ヘアブラントが行うことを選択した。ヴュルテンベルク公はまた、1556年の秋に行われたバーデン＝ドゥルラハの最初の教会視察にヤーコプ・ヘアブラントが参加することを許可した。カールはバーゼル出身の神学者シモン・ズルツァーをオーバー・バーデンの総監督に任命した。
頻繁な視察により、ルター派の牧師だけが活動しており、教会の命令が遵守されていることを確認する必要があった。多くのカトリック司祭が追放された。オーストリア大公フェルディナントは、カールがブライスガウの領地に宗教改革を導入する権利を正式に否定した。人々はカールに、宗教改革を導入した際の熱意にちなんで「敬虔」というあだ名を付けた。
その結果、バーデンのエルネスティン系はバーデンが分裂した直後にプロテスタントに改宗した。1771年にカール・フリードリヒの下で2つの辺境伯領が再統合されたとき、カール・フリードリヒは複数の信仰を認め、寛容と受け入れを求める先見の明と権力を持っていた。
1561年、カール2世はザクセン選帝侯アウグストが招集したナウムブルクのプロテスタント会議において、改定されないアウクスブルク信仰告白を誓約した。従兄弟ののバーデン＝バーデン辺境伯フィリベルトと同様に、カール2世はカルヴァン派のユグノーに対する戦争に補助部隊を派遣してフランス王シャルル9世を支援した。

### 高位聖職者論争
宗教改革により、バーデン＝ドゥルラハ辺境伯領にはルター派の牧師のみが許可されることとなった。しかし、守護聖人像は多くの場合、カトリックの修道院または修道会が所有しており、ルター派教会の牧師の費用をも支払わなければならなくなった。もちろん、これは抵抗を引き起こた。アウクスブルクの和議には、この種の状況に対する明確な規定があった。宗教施設はプロテスタント地域に領地を持つことが許可されていたが、福音派の牧師については実際にそのようにしなければならなかった。上述のオーバー・バーデン領主権に対するハプスブルク家の主張に基づいて、高位聖職者らは維持義務は適用されず、十分の一税を維持するつもりであると主張した。その後、カール2世は高位聖職者らの領地を押収し、教会や牧師の維持資金として使用した。ヨハン・ウルリヒ・ツァジウスが仲介し、没収された領地は所有者に返還されたが、バーデン＝ドゥルラハは牧師への支払いに必要な資金を保持することを認められた。しかし、インスブルックのオーストリア政府はこの妥協を受け入れず、対立は激化した。一部の高位聖職者がバーデン＝ドゥルラハと個別の協定を結んだ後、交渉は再開され、1561年4月24日のノイエンブルク・アム・ライン条約につながり、先の合意と本質的に同じ結果となった。

### ドゥルラハへの転居（1565年）
辺境伯は1565年にプフォルツハイムのリーベネック城からドゥルラハに移った。伝えられるところによれば、これは辺境伯が主催した追い込み狩りの追い込み役を拒否したプフォルツハイム住民との争いがきっかけだったという。文献では、他により合理的な理由が存在した可能性があるとされている。特にドゥルラハはニーダー・バーデンのより中心部に位置していた。
この移転のために、ドゥルラハにすでにあった狩猟小屋のカールスブルク館が城として拡張された。カール2世は拡張工事を自ら監督し、持参したお金の入った鞄から労働者に個人的に賃金を支払った。「鞄持ちのカール」（Karle mit der Tasch）という親しみを込めたあだ名は、この習慣によるものである。
ドゥルラハの街も改修された。城には庭園が追加され、城壁にはいくつかの門が追加された。1571年、当時の諸侯の居城では一般的であった造幣局が建てられた。

## 結婚と子女
1551年3月10日にブランデンブルク＝クルムバッハ辺境伯カジミールの娘クニグンデ（1523年6月17日 - 1558年2月27日）と結婚した。2人の間には2子が生まれた。
- マリー（1553年1月3日 - 1561年11月11日）
- アルブレヒト（1555年6月12日 - 1574年5月5日）

1558年8月1日にプファルツ＝フェルデンツ公ループレヒトの娘アンナ（1540年11月12日 - 1586年3月30日）と結婚した。2人の間には以下の子女が生まれた。
- ドロテア・ウルズラ（1559年６月20日 - 1583年5月19日） - 1575年11月7日にヴュルテンベルク公ルートヴィヒと結婚
- エルンスト・フリードリヒ（1560年 - 1604年） - バーデン＝ドゥルラハ辺境伯
- ヤーコプ3世（1562年 - 1590年） - バーデン＝ハッハベルク辺境伯
- アンナ・マリー（1565年8月4日 - 1573年10月8日）
- エリーザベト（1570年9月27日 - 1611年10月6日）
- ゲオルク・フリードリヒ（1573年 - 1638年） - バーデン＝ドゥルラハ辺境伯

カール2世の死後、バーデン＝ドゥルラハは3人の息子たちの間で分割された。バーデン＝ドゥルラハ＝ハッハベルクはヤーコプ3世が、バーデン＝ドゥルラハ＝ザウゼンベルクはゲオルク・フリードリヒが手に入れた。残りのバーデン＝ドゥルラハはエルンスト・フリードリヒの手に渡り、バーデン＝ドゥルラハ辺境伯となったが、最終的には息子たちの中で最も長生きした弟のゲオルク・フリードリヒが跡を継いだ。ゲオルク・フリードリヒだけがルター派にとどまり、エルンスト・フリードリヒはカルヴァン派に改宗し、ヤーコプ3世はカトリックとなった。最終的にゲオルク・フリードリヒが最も長生きしたため、辺境伯領はルター派にとどまった。カール2世の未亡人アンナ・フォン・フェルデンツは、夫の死後、息子たちが成人するまでの7年間摂政として統治を行った。